# Корсак (река)
Корсак — река, впадающая в Азовское море, протекающая по Бердянскому и Мелитопольскому районам Запорожской области.

## География
Длина реки — 61 км. Площадь водосборного бассейна — 715 км². Уклон реки — 1,6 м/км.
Берёт начало у села Калиновка Приморского района, течёт по Приазовской возвышенности и Приазовской низменности. Впадает в Азовское море возле села Ботиево.
У реки четыре правых притока. От истока к устью: балка Калиновская, река Шовкай, балка Шайтанова, река Метрозлы.
Долина шириной до 3 км, глубиной до 30 м. Русло реки в верховье слабоизвилистое, местами летом пересыхает, урегулировано прудами. Русло заросло гигрофитами (тростник обыкновенный, клубнекамыш морской, камыш Табернемонтана). В связи с отсутствием промывного режима ухудшилось экологическое состояние реки. Происходит заиливание, зарастание водной растительностью, в частности куширом тёмно-зелёным, сине-зелёными водорослями. Питание — атмосферные осадки. Основная часть стока приходится на весенний период. Ледостав неустойчив, длится с декабря до февраля — начала марта. Вода гидрокарбонатно-кальциево-магниевого состава (минерализация 0,5-0,6 г/дм³).
В приустьевой части поймы и устье реки создан заказник «Устье реки Корсак», площадью 800 га, который расположен в границах Приазовского национального природного парка.

## Интересные факты
Во время похода Дария Гистаспа в Скифию в 512 году до н. э., именно у этой реки, по мнению академика Б. А. Рыбакова, наступление персов было остановлено. Это предположение строится на соотнесении реки Корсак с упоминаемой у Геродота рекой Агар (Оар).

## Галерея

Мост автомобильной дороги через реку Корсак
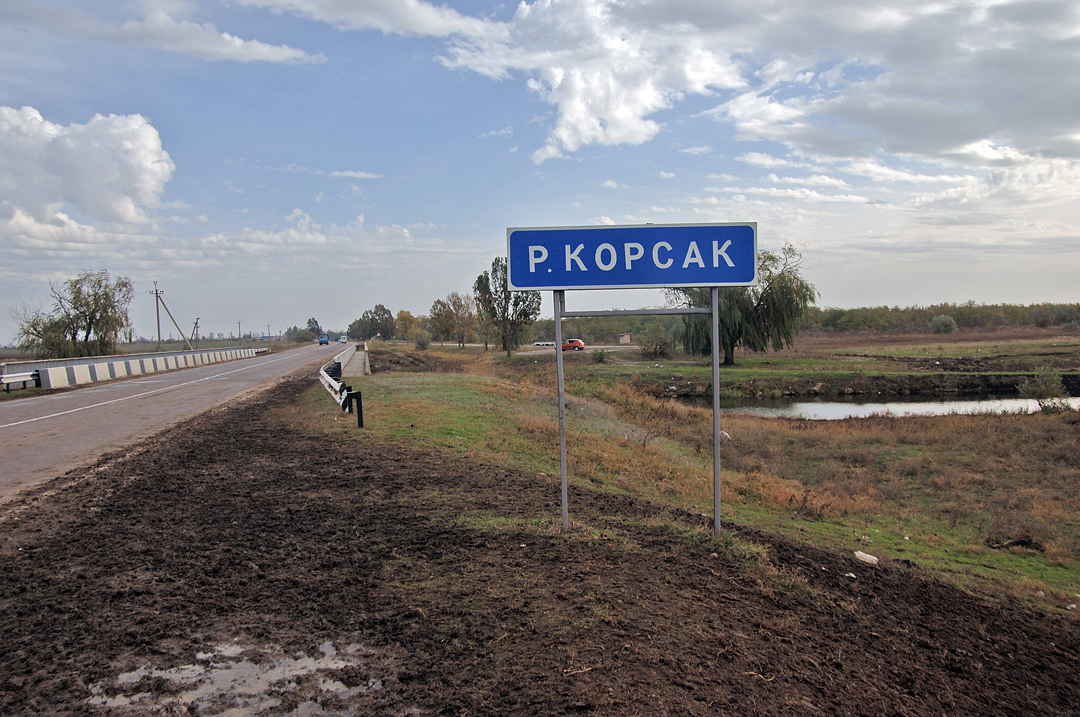
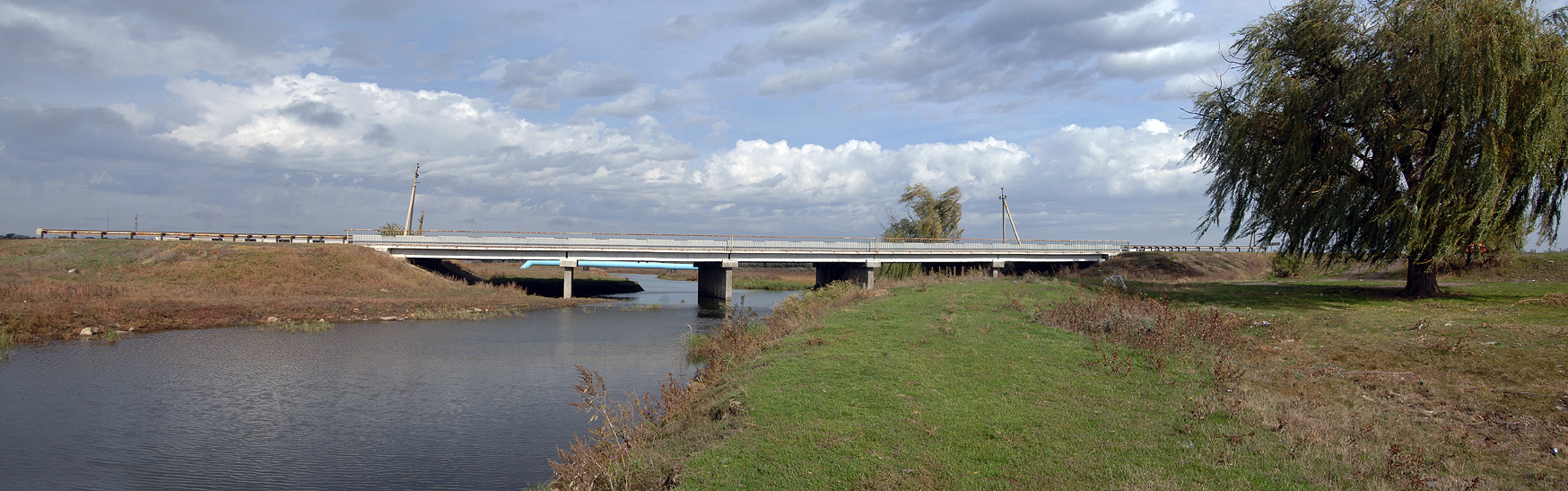
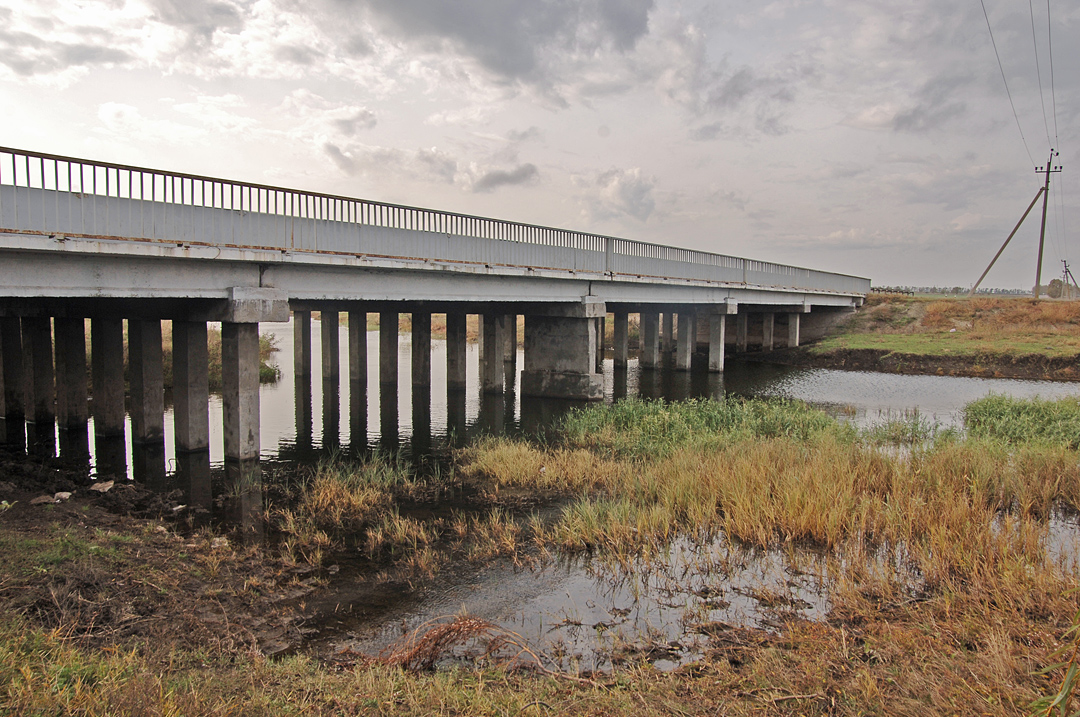

Река Корсак недалеко от села Владимировка
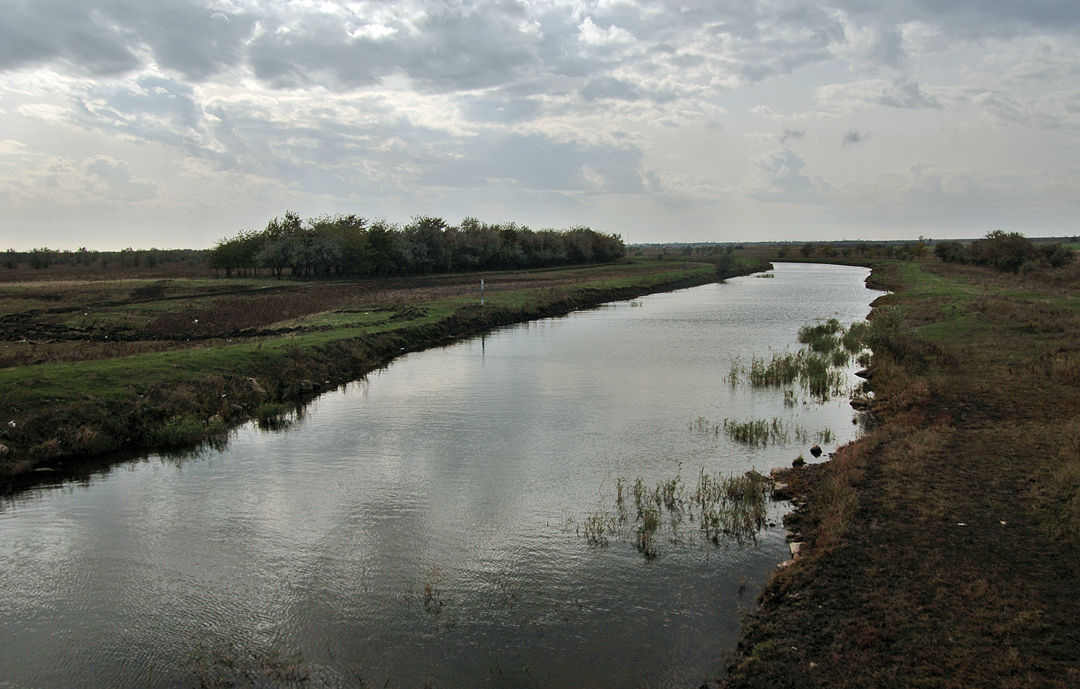
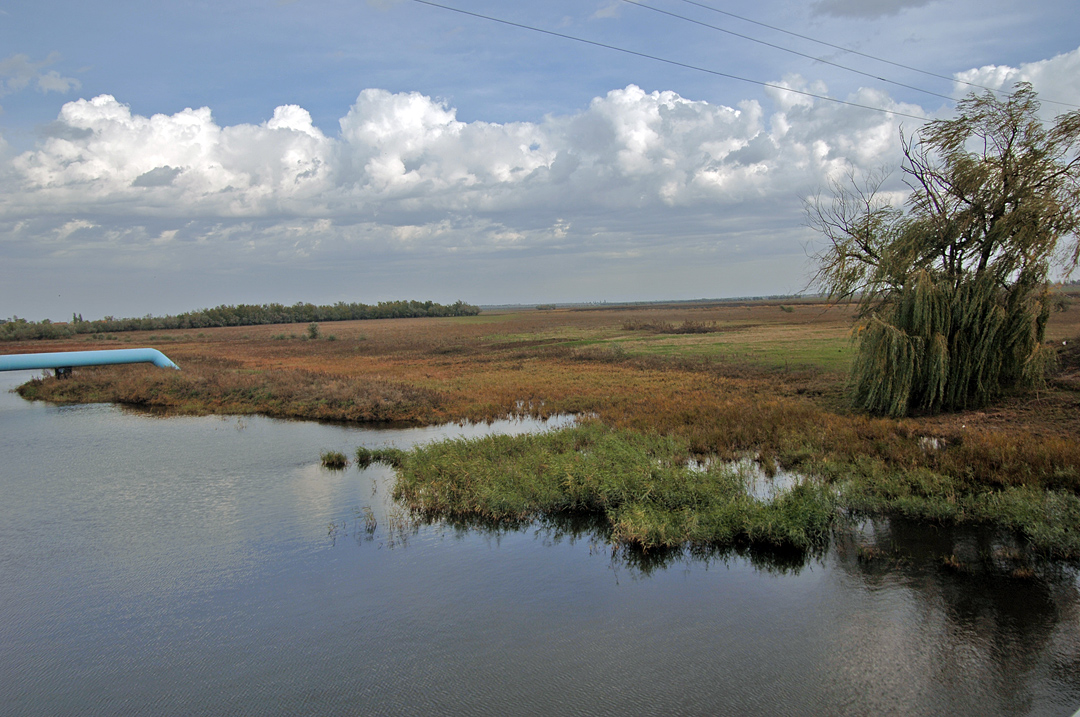

- Мост автомобильной дороги М-14 (E 58) через реку Корсак